# سعود دشيشة
أبو السعود بن أحمد بن محمد أبو السعود دشيشة البزاز، (1289هـ - 1351هـ)، عضو سابق بمجلس الشورى السعودي.

## نشأته
ولد بالمدينة المنورة سنة 1289هـ وتلقى تعليمه على يدي علماء المسجد النبوي الشريف. وكانت أسرته أسرة الدشيشة قدم جدهم محمد جمال اللوبيا الهندي من الهند إلى المدينة المنورة سنة 1060هـ ويلقبون البزاز نسبة إلى بيع البز.

## أعماله
- ترأس الوجاق السباهي في عهد الخديوي محمد علي والسباهية تعني الخيالة.
- عين عضواً بمجلس الشورى عن المدينة المنورة في أول دوره عقدت له من عام 1347هـ - 1350هـ.
- عين عضوا بمجلس إدارة المدينة المنورة.

## مواقفه ومحنه
كان سعود دشيشة من رجال الدولة العثمانية وأحد أعيانها، ومن المقربين إلى السلطان عبد الحميد إذ سعى في إيقاف التسيب والفساد الإداري والذي عم المدينة في أواخر العهد العثماني، وعندما ثار الاتحاديون على السلطان عبد الحميد كانت له مواقف ضد محاولات التتريك التي كان يقوم بها الاتحاديون أعضاء جمعية الاتحاد والترقي ومنها جهوده في إقالة الحاكم أثناء الحصار فتعرض للنفي والأعتقال وحينما أعلن شريف مكة حسين بن علي الثورة العربية الكبرى كان الدشيشة أحد رجالها في المدينة المنورة، واتخذ مقره في العوالى مركزاً لاجتماع رجالها فكان أحمد بن جميعان أحد رجال الثورة يزوره وفي أثناء الحصار واشتداد الأمر على أهل المدينة، وبطش فخري باشا وأعوانه من عسكر الجيوش، تحرك دشيشة لتسهيل خروج أهل المدينة منها وعندما انتقل الحكم إلى الملك عبد العزيز آل سعود ودخلت قواته المدينة على يد ابنه الأمير محمد كان الدشيشة أحد رجال الوفد الذين قاموا بتسليم المدينة إليه سنة 1344هـ.

## وفاته
توفي بعد وضوئه لصلاة المغرب ليوم السبت 5 شعبان سنة 1351هـ، وأعقب بنتين.